# Manuel Torrijos
Manuel Torrijos (¿?, 1835 - Paracuellos, Madrid, 6 de agosto de 1865) fue un periodista, escritor y ortólogo español.

## Biografía
Se sabe muy poco sobre él. Fue uno de los cuatro redactores de El Occidente de Madrid (1857), cuando estaba dirigido por Cipriano del Mazo, y luego de la revista quincenal La Verdad Económica (1861) y en La Correspondencia de España (1865) y colaboró en La Moda Elegante de Cádiz (1862-1865), que además distribuía en Madrid junto con su esposa Carolina González. Se dedicó a escribir almanaques para cada año (el Almanaque Enciclopédico Español, arreglado a todos los obispados de España..., Cádiz, 1862-1865) y también compuso novelas históricas por entregas, como Juan Rodríguez del Padrón (1857), de las cuales sólo un puñado llegaron a la forma de libro; alguna de ellas, como Justicias del rey don Pedro, no gustó nada al fino crítico Juan Valera, quien dijo de ella que era «un abominable engendro novelesco». Pese a todo, se hallan documentadas con exactitud en las crónicas medievales; en sus escritos se vislumbra una ideología progresista e incluso democrática. Su narrativa trata el tema de la privanza de don Álvaro de Luna y el de la guerra civil entre Pedro I y Enrique II, así como el reinado de Sancho Garcés III de Navarra. También escribió un estudio monográfico integral sobre la historia, geografía y cultura de Marruecos inspirado en las obras de los arabistas León López Espila y Serafín Estébanez Calderón, el historiador militar Manuel Juan Diana y otros, un tratado de ortología (disciplina que enseña a hablar correctamente y sin dialectalismos) para niños y una guía de balnearios y aguas termales españolas para 1865. Publicó un cuento como folletín en «La Correspondencia Autógrafa», Costumbres de Cochinchina, ó un diálogo de café. 
Murió el 6 de agosto de 1865 en los baños de Paracuellos, provincia de Madrid, adonde había acudido en busca de alguna mejora en su deteriorada salud.

## Obras
- El imperio de Marruecos, su historía, geografía, topografía, estadística, religion, costumbres, industria, agricultura, artes, milicia, etc. Madrid, Biblioteca de la Instrucción Universal, 1859.
- El condestable de Castilla; novela histórica original, [Madrid, Imp. de José M. Ducazcal, 1858]
- El puñal de Trastamara, novela histórica original [Madrid] Las Glorias españolas [1858]
- Infanta Doña Teresa: novela histórica Madrid: Imprenta de G. Hernández y Artes, 1857; se reimprimió en Madrid, 1884.
- Justicias del rey Don Pedro, novela histórica original, [Madrid, Imp. de Ducazcal, 1858]
- Guía del Bañista en España para 1865 Madrid, [1865]
- El arte de bien hablar: colección completa (para estudio de los niños)de los principales disparates, modismos provinciales, defectos de pronunciación, locuciones ridículas etc. que sueltan en su conversación los que no saben su idioma, acompañado todo de su rectificación correspondiente Madrid [s.n.] 1865.